# Франце Бевк
Франце Бевк (Закојца код Идрије, 17. септембар 1890 – Љубљана, 17. септембар 1970) био је југословенски и словеначки књижевник.

## Биографија
Рођен је у беземљашкој породици, у Закојци код Идрије, 17. септембра 1890. године, као најстарије од осморо дјеце сеоског обућара Ивана Бевка и домаћице Катарине Чуфер. Након смрти прве жене Иван се поново оженио Маријом Пајнтар, са којом је такође имао осморо дјеце. Године 1904. Франце је завршио народну школу у Букову и кратко био трговачки помоћник у Крању. Након тога уписује учитељску школу и школује се у Копру и Горици. Након завршене школе, 1913. године, запошљава се као учитељ у селу Орехек код Идрије. Године 1916. премјештен је у Новаке, као казну за писање чланака са антиратном тематиком. Године 1917. регрутован је у војску и послат на Источни фронт у Галицији и Буковини.
Након рата радио је за неколико новина и часописа у Љубљани. Године 1920. преселио се у Горицу посветивши се културном и политичком дјеловању у Словеначком приморју, тада под италијанском влашћу. Италијанске фашистичке власти су га често гониле и интернирале због његових активности. Године 1935. морао је напустити Јулијску крајину, те се преселио у Љубљану, у тадашњу Краљевину Југославију.
Послије инвазије сила Осовине на Југославију у априлу 1941. године, затворен је од стране италијанских окупационих власти због јавно израженог антифашистичког става. Године 1943. побјегао је из затвора и отишао у партизане. Био је предсједник Покрајинског народноослободилачког одбора за Словеначко приморје и Трст. Од новембра 1943. био је члан АВНОЈ-а, а од фебруара 1944. био је члан СНОВ-а.
По завршетку Другог свјетског рата преселио се у Трст, гдје је био предсједник Словеначко-италијанске антифашистичке уније за Јулијску крајину. Године 1946. био је на Мировној конференцији у Паризу, као члан делегације Покрајинског одбора за Трст и Словеначко проморје. У Трсту је уређивао ревију Разгледи. Године 1947. преселио се у Љубљану, а касније у Рожну Долину код Нове Горице. Био је републички и савезни посланик и потпредсједник Президијума Народне скупштине НР Словеније. Године 1953. постао је редовни члан Словеначке академије знаности и умјетности. Био је и предсједник Друштва словеначких књижевника, потпредсјеник Словеначке матице у Љубљани и предсједник Издавачког савјета Младинске књиге.
Био је носилац Ордена рада I реда, Ордена заслуга за народ I и II реда, Ордена народног ослобођења, Златне значке слободе. Од 1960. године био је почасни грађанин града Идрије.
Умро је у Љубљани, 17. септембра 1970. године, на свој 80. рођендан. Сахрањен је у Солкану код Нове Горице.
По њему носи назив регионална библиотека у Новој Горици, као и централни градски трг у овом граду. Такође, његово име носи неколико школа и улица у Словенији. По њему носи име и Бевкова награда, коју додјељује општина Нова Горица.
Био је ожењен, али му супруга Даворина није родила потомство. Ипак, имао је неколико ванбрачне деце. Његови синови су били Васја Оцвирк, који је био писац, као и Марјан Бевк, позоришни редитељ и председник организације ТИГР.

## Књижевни рад
Франце Бевк је написао више од 150 дјела. Прво дјело објавио је у Трсту 1906. године.
За свој књижевни рад награђиван је бројним наградама, па је тако добио награду Младинске матице у Љубљани (1935), прву награду Дравске бановине (1938), Прешернову награду (1949, 1954), Левстикову награду (1951), награду издавачког предузећа Младо поколење у Београду (1960), Награду АВНОЈ-а (1968).
Био је писац и поезије и прозе, али и сценариста. Писао је пјесме, приповијетке, драме, путописе, романе. Преводио је са бугарског, чешког, лужичкосрпског, пољског, украјинског, мађарског, њемачког и енглеског језика. Иако је Бевк био признат и као писац за одрасле, највише га памте као аутора књижевности за дјецу. Нека од његових најпознатијих дјела јесу:
- Лука и његов чворак (Lukec in njegov škorec, 1931), путописно-пустоловна новела
- Људи испод Осојника (Ljudje pod Osojnikom , 1934), роман
- Чобанчићи (Pastirci, 1935), новела
- Капелан Мартин Чедермац (Kaplan Martin Čedermac, 1938), роман
- Тончек (Tonček, 1948), новела
- Дјечје године или Дани дјетињства (Otroška leta, 1949), аутобиографске цртице
- Мали бунтовник (Mali upornik, 1951), новела
- Црна браћа (Črni bratje, 1952), новела
- Пази на главу – Глава није лопта! (Pazi na glavo – glava ni žoga!, 1955), поучна приповијетка
- Књига о Титу (Knjiga o Titu, 1955), цртице
- Петар Клепец (Peter Klepec, 1956), новела
- Шарени свијет (Pisani svet, 1958), путопис
- Смијех кроз сузе (Smeh skozi solze, 1959), приповијетке
- Партизанске приче (Partizanske zgodbe, 1963), приповијетке
- Године самоће (1965; компилација дјела Grivarjevi otroci (1939) и Pastirci (1935)), новеле
- Прича о Андреју – Бубамара или Бубамара – Прича о Дрејчеку (Zgodba o Drejčku – Pikapolonica, 1965), приповијетке
- Наше животиње (Naše živali, 1966), сликовница